# گشتاور برداری
گشتاور بُرداری (به انگلیسی: Torque vectoring) یک فناوری است که در دیفرانسیل خودروها مورد استفاده قرار می‌گیرد. دیفرانسیل در خودروها وظیفهٔ انتقال گشتاور به چرخ‌ها را بر عهده دارد؛ فناوری گشتاور برداری این قابلیت را برای دیفرانسیل فراهم می‌کند تا مقدار متفاوتی از گشتاور را به‌طور جداگانه به هر چرخ خودرو منتقل کند. امروزه این روش انتقال قدرت در خودروهای چهارچرخ محرک کاربرد بسیاری پیدا کرده‌است. بعضی خودروهای محورجلوی جدیدتر نیز از نوع ساده‌ای از دیفرانسیل‌هایی با فناوری گشتاور برداری بهره‌مند هستند، و با پیشرفت فناوری در صنعت خودروسازی، خودروهای بیشتری به این فناوری مجهز می‌شوند. این فناوری امکان دست‌یابی به فرمان‌پذیری بهتر و چسبندگی بیشتر به سطح مسیر در شروع حرکت و در پیچ‌های مسیر را برای خودروها فراهم می‌کند.